# День вшанування учасників бойових дій на території інших держав
День вшанува́ння уча́сників бойови́х дій на терито́рії інших держав ― відзначається щорічно 15 лютого.

## Історія дня
День встановлено в Україні «… На підтримку  ініціативи  громадських  організацій та з метою вшанування громадян України,  які виконували військовий  обов'язок на території інших держав…» згідно з Указом Президента України «Про День вшанування учасників бойових дій на території інших держав» від 11 лютого 2004 р. № 180/2004.

## Статус
15 лютого зазвичай переважно побіжно зазначався як День закінчення збройної інтервенції до Афганістану без жодних святкувань чи церемоній.
У Росії та Білорусі цього дня відзначається День пам'яті воїнів-інтернаціоналістів.